# Cartoons (banda)
Cartoons, também conhecido como Cartoons DK, foi uma banda de bubblegum dance e country pop da Dinamarca que é bastante conhecido por regravar a canção "Witch Doctor" que é virtualizado como principal sucesso do grupo. Eles também são bem conhecidos por seus trajes de plástico e perucas ultrajantes usados em performances ao vivo e vistos em suas fotos de imprensa como caricaturas dos anos 50 do rock americano. Muitos de seus hits são versões covers em ritmo de eurodance de antigos hits de rockabilly.
Os Cartoons eram originalmente chamados de "The Scooters" no final dos anos 80, e tocaram canções rockabilly dos anos 1950 e 1960. Em 1994, The Scooters lançou o álbum Live at Woodstock. No ano de 1997, o grupo mudou seu nome para Cartoons, e começou a fazer música "technobilly", que era a própria expressão do grupo do rock'n'roll misturado com o eurodance. A banda já vendeu mais de 2 milhões de álbuns, Tornando-os uma das mais bem sucedidas bandas pop dinamarqueses. Eles também foram nomeados para Grammy dinamarquês. O grupo consistia em um sexteto (que usava nomes de palco) que participavam:  Toonie, Sponge, Shooter, Buzz, Puddy e Boop, e foi contratado pela primeira vez para a FLEX Records, mudando-se mais tarde para a EMIDenmark.
Seu single mais notável até hoje é "Witch Doctor", que alcançou o segundo lugar no UK Singles Chart, com a sua combinação do refrão do original "ooh-ee-ooh-aah-aah" (embora sem a gravação em duas velocidades do refrão), a batida do eurodance e interrupções ocasionais da guitarra.
Em julho de 2016, Karina Jensen (Boop) morreu de câncer, após ter uma mastectomia dupla em 2012. Ela deixou seu marido e dois filhos. Em abril de 2019, Erling Jensen (Shooter) infelizmente faleceu em decorrência de um câncer.

## Discografia

### Álbum de estúdio
- 1998: Toonage[5]
- 2001: Toontastic![6]

### Álbuns de remix e compilações
- 2005: Greatest Toons!

### Singles
- "DooDah!" (1998)
- "Witch Doctor" (1998)
- "Yoko" (1998)
- "Let's Go Childish" (1998)
- "Aisy Waisy" (1999)
- "Selv en dråbe" (como parte de um single de caridade em auxílio do Kosovo) (1999)
- "The X-Mas Single" (1999)
- "Diddley-Dee" (2000)
- "Mama-Loo" (2000)
- "Big Coconuts" (2001)
- "Day Oh" (2005)